# إسرائيل كيسار
إسرائيل كيسار (بالعبرية: ישראל קיסר) (مواليد 20 مايو 1931) سياسي إسرائيلي سابق شغل منصب عضو الكنيست عن حزب العمل والمواءمة بين عامي 1984 و1996.

## السيرة
ولد كيسار في صنعاء باليمن في عام 1931 وهاجر إلى فلسطين تحت الانتداب في عام 1933. خدم في الجيش الإسرائيلي كضابط برتبة نقيب. درس الاقتصاد وعلم الاجتماع في الجامعة العبرية في القدس وجامعة تل أبيب.
في عام 1966 بدأ حياته المهنية العامة في الهستدروت كأمين الصندوق (1973-1977)، رئيس مجلس إدارة شركة العامل (1977-1984) والأمين العام (1984-1992). كان أيضا رئيس شعبة الاتحاد المهنية وشعبة الشباب والرياضة والقوى العاملة، والطلاب.
في عام 1984 انتخب عضو في الكنيست عن المعراخ. أعيد انتخابه في عام 1988 ومرة أخرى في عام 1992 وبعد ذلك عينه رئيس الوزراء إسحاق رابين وزيراً للنقل، وهو المنصب الذي شغله حتى عام 1996. كان واحد من المبادرين في وقت مبكر بنظام تل أبيب للسكك الحديدية الخفيفة. خسر مقعده ومنصبه الوزاري في أعقاب انتخابات عام 1996.